# Psycho Tropical Berlin
Psycho Tropical Berlin  es el primer álbum debut y álbum de estudio de la banda francesa de rock: La Femme. Lanzado en abril de 2013
El álbum fue recibido con buenas críticas por sencillos como "Sur la Planche 2013", "Antitaxi" y "Si Un Jour". El álbum es completamente en idioma francés a pesar de que los sencillos "It's Time To Wake Up (2023)" y "Welcome America" estén titulados en inglés.
A pesar de ser su álbum debut, la portada del álbum incluye a una mujer semi-desnuda enseñando los senos, a pesar de que la portada podría haber causado controversia al momento de su lanzamiento, el grupo nunca se sometió a ningún tipo de censura o controversia por la misma.

## Sonido
El sonido del álbum se le categoriza de distintos estilos y de difícil categorización que incluyen: indie pop, indie rock, post-punk, new wave, synthpop, experimental, rock experimental, al igual que contando con elementos del surf rock, electrónica, avant-garde, pop psicodélico, neo-psicodelia, coldwave y del dream pop.

## Lista de canciones
Todas las canciones escritas y compuestas por La Femme. 
| Psycho Tropical Berlin |                               |          |  |
| N.º                    | Título                        | Duración |  |
| 1.                     | «Antitaxi»                    | 04:09    |  |
| 2.                     | «Amour Dans Le Motu»          | 04:39    |  |
| 3.                     | «La Femme»                    | 03:02    |  |
| 4.                     | «Interlude»                   | 02:39    |  |
| 5.                     | «Hypsoline»                   | 03:15    |  |
| 6.                     | «Sur la Planche 2013»         | 03:47    |  |
| 7.                     | «It's Time To Wake Up (2023)» | 06:51    |  |
| 8.                     | «Nous Etions Deux»            | 06:07    |  |
| 9.                     | «Packshot»                    | 02:56    |  |
| 10.                    | «Saisis La Corde»             | 05:29    |  |
| 11.                    | «Le Blues De Françoise»       | 04:36    |  |
| 12.                    | «Si Un Jour»                  | 02:38    |  |
| 13.                    | «La Femme Ressort»            | 05:23    |  |
| 14.                    | «Welcome America»             | 02:26    |  |
| 58:09                  |                               |          |  |

En algunas reediciones después de 2014, se incluyen los siguientes sencillos:
- "Oh Baby Doll" (Cover Chuck Berry) - 03:07
- "Witchcraft" - 03:49
- "Witch Dub" - 03:49
- "Jaded Future - Future Las" - 04:16

## Personal
Todas las letras y composiciones fueron realizadas por el grupo durante la realización del álbum, aunque algunos sencillos fueron compuestos por los miembros Marlon Magnée y Sacha Got.
- Clémence Quélennec - vocal, vocal de apoyo
- Clara Luciani - vocal, vocal de apoyo
- Jane Peynot - vocal
- Marilù Chollet - vocal
- Mathilde Marlière - vocal
- Sacha Got - arreglo
- Marlon Magnée - arreglo
- Sam Lefèvre - arreglo
- Nicolas Ballay - batería
- Noé Delmas - batería

### Personal adicional
- Coro de Sannois - corista, vocal de apoyo (en Le Blues De Françoise)
- Samy Osta - producción
- Damien Bertrand - grabación
- Stephane Lesciellour - administración y realización del álbum
- Antoine Chabert "Chab" - masterización
- JF Julian - fotografía
- Elzo Durt - portada del álbum